# Jérôme Neuville
Jérôme Neuville (Saint-Martin-d'Hères, 15 augustus 1975) is een Frans voormalig wielrenner. Neuville was vooral actief op de baan en won drie wereldkampioenschappen: tweemaal in de koppelkoers en eenmaal in de scratch. Neuville behaalde nog tal van andere podiumplaatsen op WK's en werd ook vier keer Frans kampioen. Zesdaagsen wist hij nooit te winnen, maar hij behaalde wel enkele podiumplaatsen.
Neuville deed mee aan drie Olympische Spelen: in Atlanta, Sydney en Athene.

## Belangrijkste resultaten

### Kampioenschappen op de baan
| Jaar | Olympische Spelen | Wereldkampioenschappen                               | Franse kampioenschappen                            |
| ---- | ----------------- | ---------------------------------------------------- | -------------------------------------------------- |
| 1996 |                   |                                                      | achtervolging                                      |
| 1997 |                   | ploegenachtervolging · 8e achtervolging              | achtervolging                                      |
| 1998 |                   |                                                      | achtervolging                                      |
| 1999 |                   | ploegenachtervolging · 8e ploegkoers                 | achtervolging                                      |
| 2000 |                   | ploegenachtervolging                                 | achtervolging                                      |
| 2001 |                   | ploegkoers · (met Robert Sassone) · 4e achtervolging | achtervolging                                      |
| 2002 |                   | ploegkoers · (met Franck Perque) · 7e achtervolging  | achtervolging                                      |
| 2003 |                   | achtervolging · 9e koppelkoers · (met Franck Perque) | ploegkoers · (met Nicolas Reynaud) · achtervolging |
| 2004 |                   | 10e koppelkoers (met Franck Perque)                  |                                                    |
| 2005 |                   |                                                      | ploegkoers · (met Laurent d'Ollivier)              |
| 2006 |                   | scratch                                              |                                                    |
| 2007 |                   |                                                      |                                                    |
| 2008 |                   | 7e koppelkoers (met Matthieu Ladagnous)              |                                                    |

### Overige baanwedstrijden
1998
- Wereldbekerwedstrijd Cali ploegenachtervolging (met Fabien Merciris, Damien Pommereau en Andy Flickinger)

2004
- Wereldbekerwedstrijd Aguascalientes ploegenachtervolging (met Fabien Merciris, Anthony Langella en Fabien Sanchez)

2005
- Wereldbekerwedstrijd Manchester scratch
- Wereldbekerwedstrijd Manchester ploegkoers (met Andy Flinckinger)

2007
- Wereldbekerwedstrijd Peking ploegkoers (met Christophe Riblon)

### Wegwedstrijden
1998
- Duo Normand (koppeltijdrit met Magnus Bäckstedt)

## Resultaten in voornaamste wedstrijden
| Jaar | Gent-Wevelgem |
| ---- | ------------- |
| 1999 | 74e           |